# Leota Lane
Leota Lane (nacida Leotabel Mullican; Indianola, Iowa; 25 de octubre de 1903 – Glendale, California; 25 de julio de 1963) fue una actriz estadounidense y la mayor de la familia de cantantes y actrices Lane Sisters. A diferencia de sus hermanas, Leota no tuvo el mismo éxito y se marchó de Hollywood a la ciudad de Nueva York antes de que las hermanas alcanzaran el éxito.

## Primeros años
Leota nació en Indianola, Iowa, en 1903, hija del dentista Lorenzo Mullican y de su esposa, Cora Bell Hicks. Tenía cuatro hermanas: Dorothy (Lola), Rosemary, Martha y Priscilla, tres de las cuales se dedicaron al mundo del espectáculo. Lane y su hermana Lola se graduaron en el conservatorio del Simpson College.

## Carrera

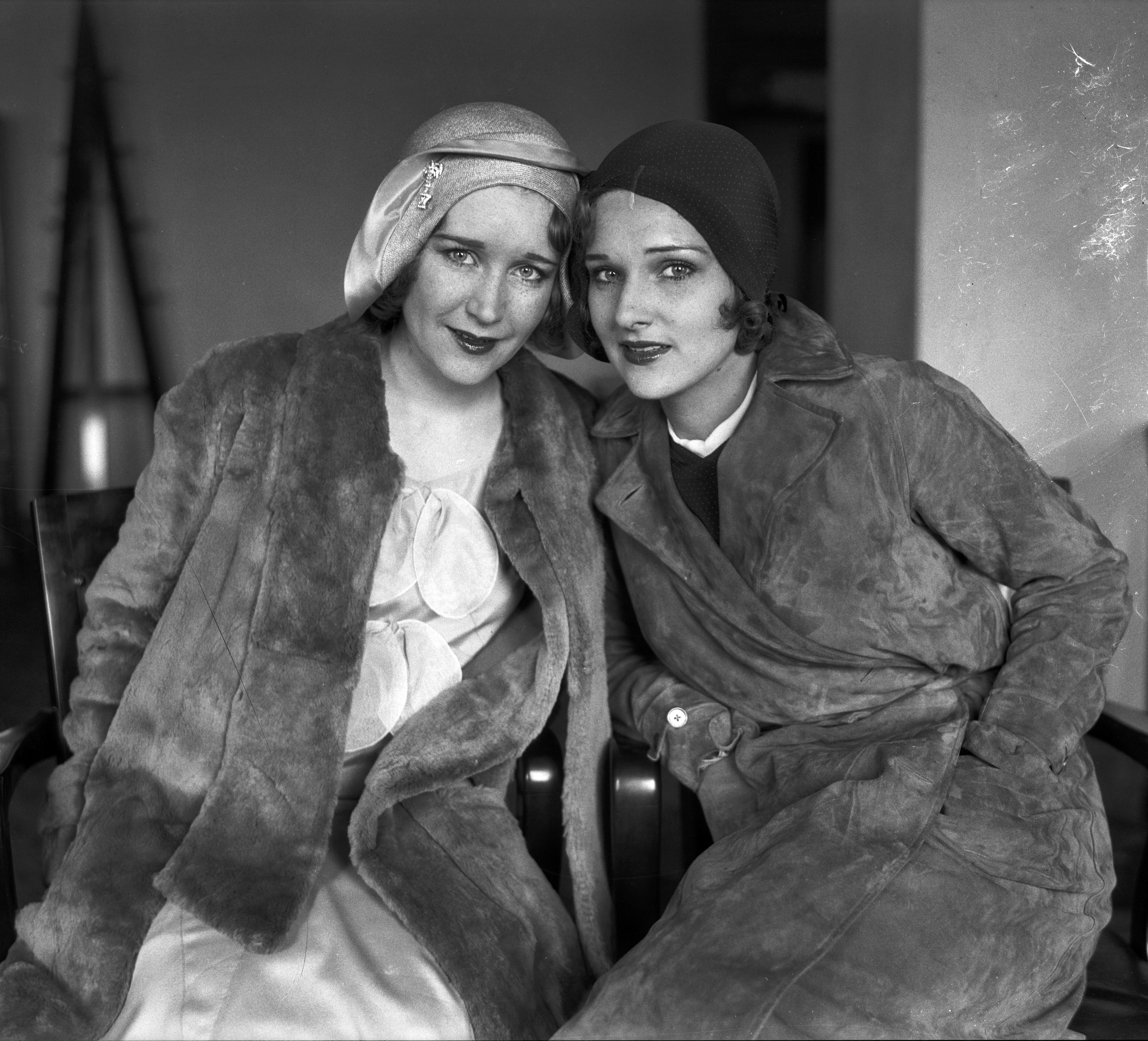
Leota (izquierda) con Lola, 1930

El intérprete de vodevil Gus Edwards las descubrió actuando en un concierto benéfico en Des Moines, Iowa, y las puso en el camino de su carrera profesional.
Leota y Lola se marcharon a Nueva York y ambas debutaron en Broadway a finales de los años veinte: Lola en 1928, como Sally Moss en The War Song, que se estrenó en Broadway el 24 de agosto de 1928 en el Nederlander Theatre (entonces conocido como National Theatre) y Leota en 1929 como Contrary Mary en Babes in Toyland, que se estrenó el 23 de diciembre de 1929 en el Jolson's 59th Street Theatre. Más tarde, Leota siguió a su hermana a Hollywood, donde hizo su primera aparición en la pantalla en un cortometraje cómico, Three Hollywood Girls (1930), dirigido por Roscoe Fatty Arbuckle, pero pronto regresó a Nueva York, donde se licenció en Música en la Juilliard School en mayo de 1939.  Originalmente también tuvo un papel en Four Daughters (1938), de Michael Curtiz, como Kay Lemp pero el director la sustituyó por Gale Page. Interpreto un papel en You"re Next to Closing, otra producción de Vitaphone de dos carretes (1939), un papel erróneamente presentado como su "debut cinematográfico" en ciertas fuentes.

## Vida personal
Leota se casó tres veces. Se casó con su primer marido Mischel D. Picard en 1928, más tarde se divorciaron en 1930. Se casó con Edward Joseph Pitts en 1941, y Jerome Day, estuvieron casados hasta su muerte en 1963.

## Muerte
Leota falleció tras una operación a corazón abierto el 25 de julio de 1963 en Glendale, California, a la edad de 59 años. Fue enterrada en el Forest Lawn Memorial Park de Glendale, California.